# Sportverein Eintracht Trier 05
Lo Sportverein Eintracht Trier 05, comunemente noto come Eintracht Treviri (in tedesco Eintracht Trier), è una società calcistica tedesca con sede a Treviri, nella Renania-Palatinato. Si è formato nel 1948 dalla fusione tra Westmark Trier e Eintracht Trier.
Per celebrare il 100º anniversario del club nel 2005 Leiendecker Bloas ha scritto l'inno del club "Für uns nur geddet Eintracht Trier (2005)" Il club usa anche come inno la canzone You'll Never Walk Alone.

## Storia

### Pre-guerra (1905-1945)
Sia il Treviri Westmark, fondato nel 1905, che l'Eintracht Treviri, fondato nel 1906, parteciparono alla Bezirksliga Rhein-Saar e poi, in seguito alla riorganizzazione del Campionato tedesco di calcio sotto il Terzo Reich, alla Gauliga Mittelrhein, una delle 16 divisioni della massima serie. Entrambe le squadre retrocedettero nel 1936 e ritornarono in massima serie nel 1941, quando entrambe furono promosse nel gruppo West della Gauliga Moselland. Il Westmark Treviri retrocedette subito mentre l'Eintracht Treviri riuscì a disputare altre due stagioni in massima serie prima di retrocedere. Nel 1943 i due club si unirono, ma la loro stagione fu disastrosa con un punto in undici partite, 52 gol subiti e solo 13 gol segnati. Tra il 1943 ed il 1945 formò con il Westmark Trier il Kriegsspielgemeinschaft Trier. Nel 1944 la Gauliga Moselland fu sospesa a causa della seconda guerra mondiale.

### Dopoguerra (1945-2000)
I due club furono uniti ufficialmente l'11 marzo 1948 e il nuovo club fu ribattezzato SV Eintracht Treviri 05. L'Eintracht Treviri fu inserito nel gruppo Nord della Oberliga Südwest, all'epoca la massima serie del campionato tedesco. In questo campionato i risultati furono deludenti e, quando fu istituita la Bundesliga nel 1963 l'Eintracht Trier fu inserito in seconda serie.
L'Eintrach Treviri rimase in Regionalliga Südwest per qualche anno prima di retrocedere in Amateurliga Rheinland (III). Dopo tre stagioni in Amateurliga arrivò la promozione in Zweite Bundesliga nel 1976. La stagione fu deludente e la retrocessione fu evitata solo grazie ai problemi finanziari del Röchling Völklingen, che aveva terminato il campionato davanti all'Eintracht Treviri, dopo questa stagione il club rimase in Zweite Bundesliga per 5 anni fino al 1981.
Nel 1981 la Zweite Bundesliga fu ridotta da 42 a 20 squadre e l'Eintrach Treviri finì in Amateur Oberliga Südwest (III), dive rimase fino alla metà degli anni '90, vincendo anche due campionati dilettantistici tedeschi consecutivi nel 1988 e nel 1989. Nella stagione 1997-98 il club, che all'epoca partecipava alla Regionalliga West/Südwest (III), fece una grande partecipazione in Coppa di Germania, giungendo in semifinale.

### Storia recente (2000-2007)
Gli anni tra il 2002 e il 2005 possono essere considerati come i migliori per il club, che ha disputato tre stagioni consecutive in Zweite Bundesliga, con un settimo posto nel 2002-03 come miglior risultato.
Il declino del club ebbe inizio con la retrocessione in Regionalliga il 22 maggio 2005. A causa della retrocessione il manager Paul Linz si dimise e fu sostituito dall'ex capitano Michael Prus. L'inizio della nuova stagione fu deludente e, nonostante la sostituzione di Prus con Eugen Hach nell'ottobre 2005, la squadra retrocesse in Oberliga.
Per la stagione 2006-07 l'obiettivo era di ritornare subito in Regionalliga, tuttavia la stagione fu deludente e il manager Adnan Kevric si dimise il 3 marzo 2007 dopo la sconfitta per 2-0 contro l'FV Engers 07. Il suo sostituto fu Herbert Herres, che si dimise dopo solo un mese e fu sostituito dall'ex giocatore Werner Kartz, che riuscì ad ottenere buoni risultati e a vincere la Rhineland Cup, battendo 2-1 il TuS. Grazie a questa vittoria arrivò la qualificazione alla Coppa di Germania 2007-2008. Il 5 agosto 2007 l'Eintracht Trier giocò contro lo Schalke 04. I biglietti per il Moselstadion furono presto esauriti e su eBay qualcuno spese anche 60 euro per un biglietto, tuttavia la partita fu deludente e l'Eintracht trier perse per 9-0.
L'obiettivo per la stagione 2007-08 era di finire tra le prime quattro squadre della Oberliga Südwest per essere promossi in Regionalliga West. La sicurezza matematica arrivò il 24 maggio con la vittoria per 5-0 contro l'Eintracht Bad Kreuznach.

## Colori e simboli

### Simboli ufficiali

#### Stemma
Lo stemma del club presenta i colori del club, il blu e il bianco e anche uno dei più famosi monumenti della città di Tivolo, la Porta Nigra.

## Stadio
L'Eintracht Treviri disputa le sue partite casalinghe al Moselstadion. Lo stadio, costruito nel 1934, si trova nel bel mezzo di un centro sportivo, circondato da campi da tennis. Lo stadio contiene un massimo di 10.254 spettatori.
Lo stadio non è più conforme alle norme sul rilascio delle licenze DFL e vi sono piani per costruire un nuovo e moderno stadio a Treviri, tuttavia in seguito alla retrocessione del club in Oberliga Südwest questi piani sono stati sospesi.

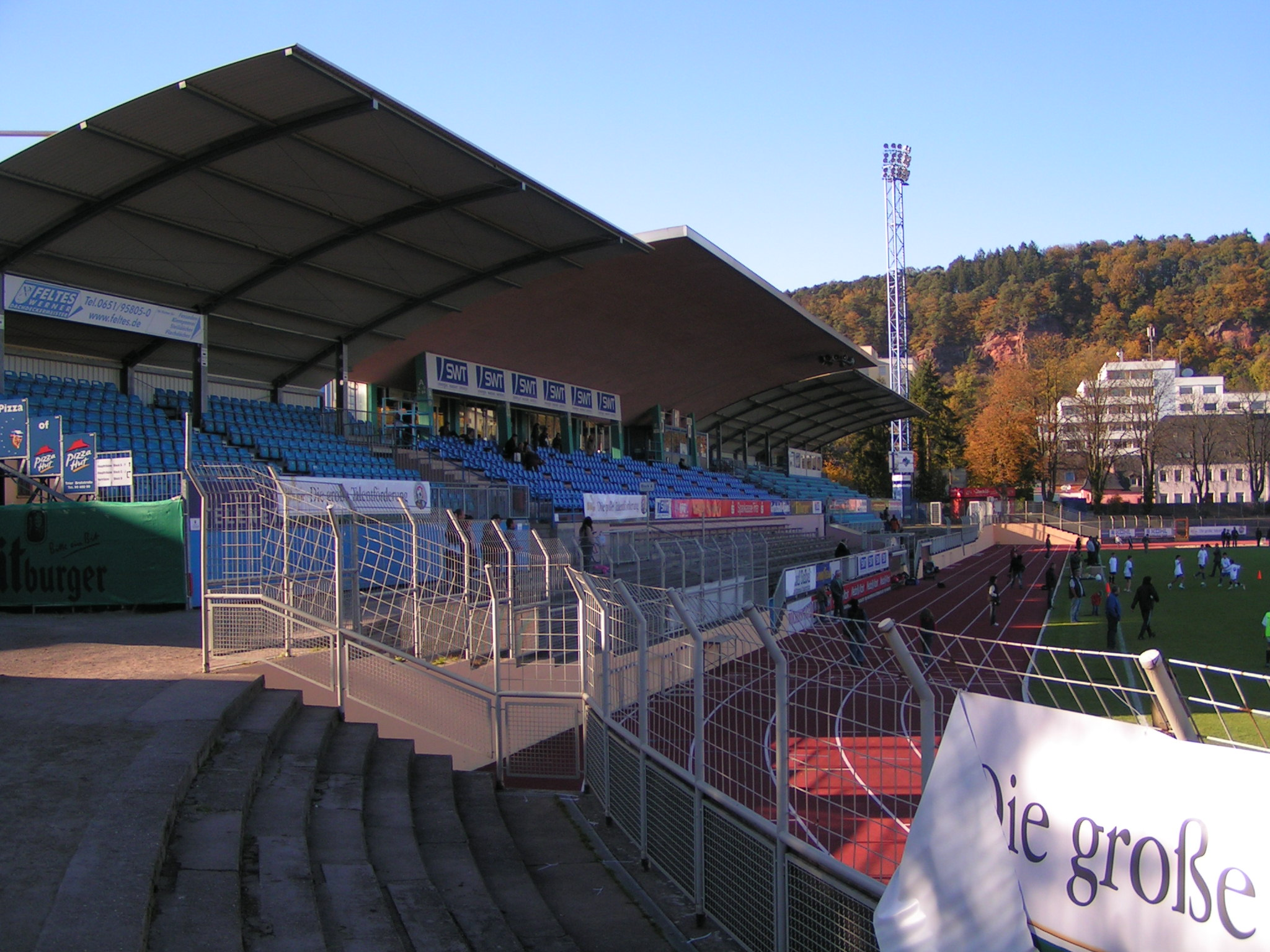
Tribuna
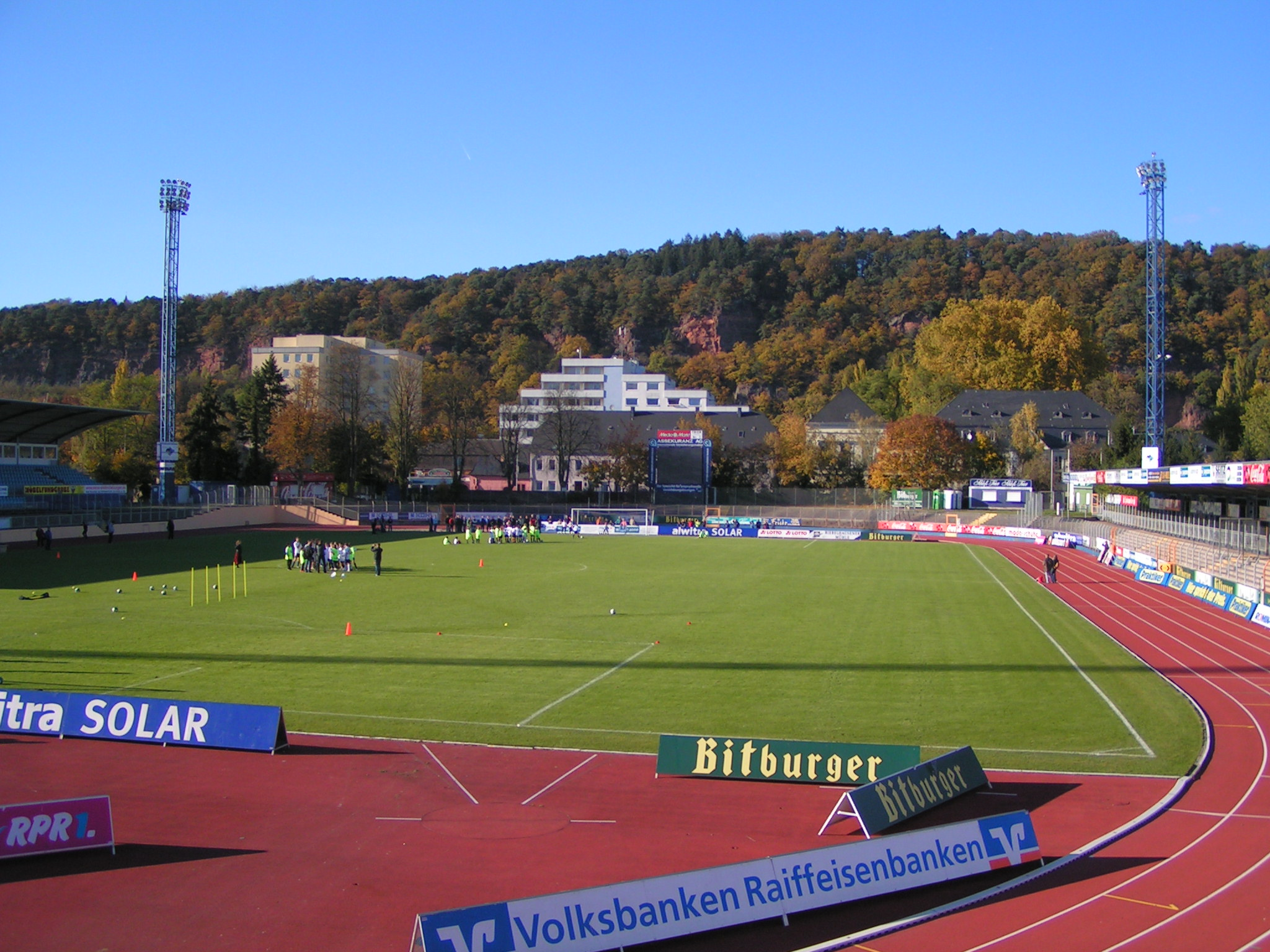
Panorama campo

## Società

### Organigramma societario
Presidente
- Alfons Jochem

Vicepresidente
- Ernst Wilhelmi

## Palmarès
- Campionato tedesco dilettanti: 1988, 1989
- Rhineland Cup Vincitore: 1982, 1984, 1985, 1990, 1997, 2001, 2007, 2008, 2009[4]

## Statistiche e record
| Livello | Categoria     | Partecipazioni | Debutto   | Ultima stagione | Totale |
| ------- | ------------- | -------------- | --------- | --------------- | ------ |
| 1º      | Oberliga      | 16             | 1948-1949 | 1961-1962       | 16     |
| 2º      | 2. Oberliga   | 1              | 1962-1963 | 1962-1963       | 19     |
| 2º      | Regionalliga  | 10             | 1963-1964 | 1972-1973       | 19     |
| 2º      | 2. Bundesliga | 8              | 1976-1977 | 2004-2005       | 19     |
| 3º      | Amateurliga   | 3              | 1973-1974 | 1975-1976       | 25     |
| 3º      | Oberliga      | 13             | 1981-1982 | 1993-1994       | 25     |
| 3º      | Regionalliga  | 9              | 1994-1995 | 2005-2006       | 25     |
| 4º      | Oberliga      | 2              | 2006-2007 | 2021-2022       | 16     |
| 4º      | Regionalliga  | 13             | 2008-2009 | 2016-2017       | 16     |

## Organico

### Calciatori in rosa
Aggiornato all'8 settembre 2019
| N. |                                 | Ruolo | Calciatore       |
| -- | ------------------------------- | ----- | ---------------- |
| 1  | Germania (bandiera)             | P     | Denis Wieszolek  |
| 3  | Germania (bandiera)             | C     | Kevin Heinz      |
| 4  | Germania (bandiera)             | D     | Simon Maurer     |
| 5  | Stati Uniti (bandiera)          | C     | Sanoussy Baldé   |
| 6  | Germania (bandiera)             | C     | Felix Fischer    |
| 7  | Germania (bandiera)             | A     | Jan Brandscheid  |
| 8  | Germania (bandiera)             | C     | Maurice Roth     |
| 10 | Germania (bandiera)             | C     | Christoph Anton  |
| 11 | Bosnia ed Erzegovina (bandiera) | C     | Edis Sinanovic   |
| 12 | Germania (bandiera)             | C     | Jonas Amberg     |
| 16 | Germania (bandiera)             | D     | Leonel Brodersen |
| 17 | Germania (bandiera)             | C     | Ömer Kahyaoglu   |

| N. |                        | Ruolo | Calciatore       |
| -- | ---------------------- | ----- | ---------------- |
| 18 | Germania (bandiera)    | C     | Dominik Kinscher |
| 19 | Germania (bandiera)    | C     | Jason Thayaparan |
| 20 | Afghanistan (bandiera) | C     | Milad Salem      |
| 21 | Germania (bandiera)    | A     | Hendrik Thul     |
| 22 | Germania (bandiera)    | A     | Hendrik Bitzer   |
| 25 | Germania (bandiera)    | A     | Tim Garnier      |
| 26 | Germania (bandiera)    | D     | Kevin Kling      |
| 28 | Germania (bandiera)    | D     | Luca Meyer       |
| 30 | Germania (bandiera)    | A     | Jens Schneider   |
| 31 | Germania (bandiera)    | D     | Tion Thaler      |
| 42 | Belgio (bandiera)      | D     | Jason Kaluanga   |

### Rosa 2009-2010
| N. |                         | Ruolo | Calciatore         |
| -- | ----------------------- | ----- | ------------------ |
| 2  | Francia (bandiera)      | D     | Kevin Lacroix      |
| 4  | Francia (bandiera)      | D     | Nicolas Ferndandes |
| 5  | Slovacchia (bandiera)   | D     | Josef Cinar        |
| 6  | Australia (bandiera)    | C     | Andy Rakic         |
| 7  | Germania (bandiera)     | C     | Markus Anfang      |
| 8  | Croazia (bandiera)      | C     | Andreas Anicic     |
| 9  | Francia (bandiera)      | C     | Julian Bidon       |
| 10 | Sierra Leone (bandiera) | A     | Sahr Senesie       |
| 11 | Germania (bandiera)     | C     | Gustav Schulz      |
| 12 | Germania (bandiera)     | P     | Ulrich Schneider   |
| 13 | Rep. Ceca (bandiera)    | D     | Thomas Kempny      |

| N. |                           | Ruolo | Calciatore           |
| -- | ------------------------- | ----- | -------------------- |
| 15 | Germania (bandiera)       | C     | Martin Wagner        |
| 16 | Germania (bandiera)       | C     | Max Bachl-Staudinger |
| 17 | Germania (bandiera)       | A     | Tim Eckstein         |
| 18 | Namibia (bandiera)        | A     | Wilko Risser         |
| 19 | Lussemburgo (bandiera)    | C     | Gilles Bettmer       |
| 20 | Germania (bandiera)       | D     | Michael Dingels      |
| 21 | Rep. del Congo (bandiera) | A     | Yannick Salem        |
| 22 | Germania (bandiera)       | C     | Erwin Bradasch       |
| 23 | Stati Uniti (bandiera)    | P     | Kenneth Kronholm     |
| 24 | RD del Congo (bandiera)   | C     | Matondo Makiadi      |
| 27 | Germania (bandiera)       | D     | Johannes Kühne       |

### Staff tecnico
Allenatore
- Thomas Klasen

Assistente Allenatore
- Jan Stoffels

Allenatore dei portieri
- Jochen Pfaff

Dottore
- Dr. Friedl Schulz
- Dr. Wolfhard Fries

Fisioterapista
- Elsa-Marie Thees
- Jonas Backes